# Bisdom Macapá
Het bisdom Macapá (Latijn: Dioecesis Macapensis) is een rooms-katholiek bisdom met als zetel Macapá, hoofdstad van  de staat Amapá, in Brazilië. Het bisdom is suffragaan aan het aartsbisdom Belém do Pará.

## Geschiedenis
Het bisdom werd opgericht op 1 februari 1949 als de territoriale prelatuur Macapá, uit delen van de territoriale prelatuur Santarém. Op 30 oktober 1980 werd het verheven tot bisdom. 

## Parochies
Het bisdom had in 2021 een oppervlakte van 142.471 km2 en telde 861.773 inwoners waarvan 58,8% rooms-katholiek was.

## Bisschoppen
- Aristide Pirovano (21 juli 1955 - 27 maart 1965; apostolisch administrator sinds 14 januari 1950)
- José Maritano (29 december 1965 - 31 augustus 1983)
- Luiz Soares Vieira (25 april 1984 - 13 november 1991)
- Giovanni Risatti (20 januari 1993 - 9 september 2003)
- Pedro José Conti (29 december 2004 - heden)

Belém do Pará (aartsbisdom) · Abaetetuba · Bragança do Pará · Cametá · Castanhal · Macapá · Marabá · Marajó (territoriale prelatuur) · Ponta de Pedras · Santíssima Conceição do Araguaia